# Automatisation de la ligne 1 du métro de Paris
Pour un article plus général, voir Ligne 1 du métro de Paris.

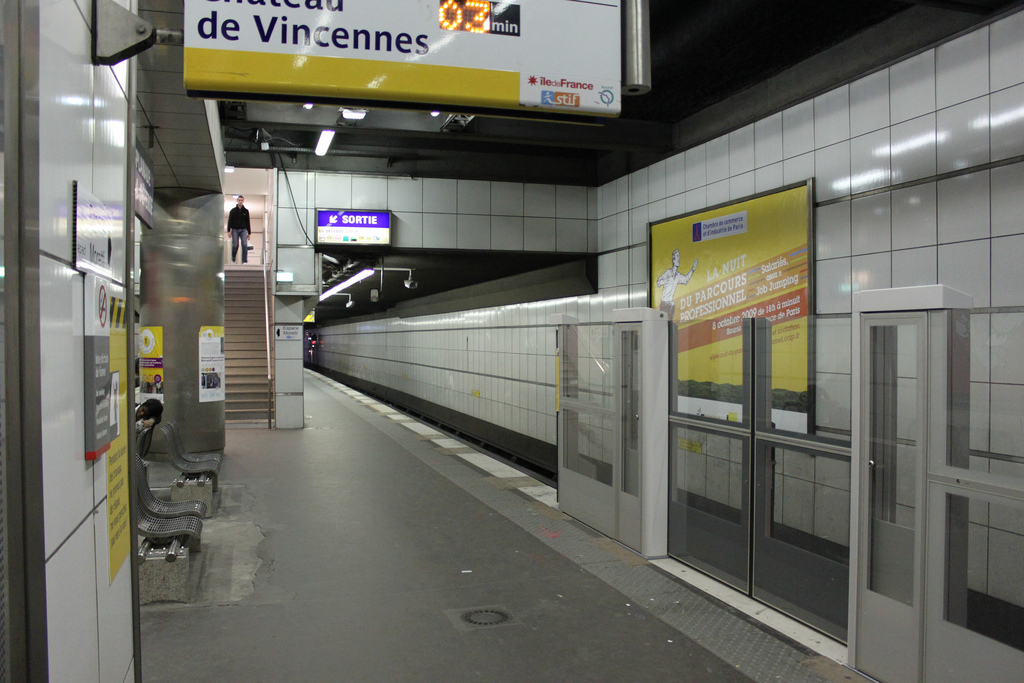
Station Esplanade de la Défense lors de la pose des façades de quai en octobre 2009.

L’automatisation de la ligne 1 du métro de Paris consiste à rendre la ligne intégralement automatique, c'est-à-dire sans conducteur. Décidée en 2005 par la RATP, l'automatisation se fait avec seulement de rares interruptions de trafic, ce qui est une performance pour une ligne très fréquentée et en exploitation,.
Les travaux d'automatisation coûtent 100 millions d'euros à la RATP, hors achat de matériel roulant (rames de type MP 05). Ils comprennent la rénovation complète des stations et la pose de portes palières. Les premières navettes automatiques sont entrées en service commercial le 3 novembre 2011. À partir du 10 mai 2012, l'exploitation en soirée se fait uniquement avec des navettes automatiques. Simultanément, l'exploitation en journée utilise un plus grand nombre de rames automatiques que de rames avec conducteur. À partir du 7 juillet 2012, les rames avec conducteurs cessent de circuler pendant le week-end. La période transitoire d'exploitation mixte en pilotage manuel et automatique se termine le 22 décembre 2012, date à partir de laquelle la ligne est exploitée en mode automatique intégral, à l'instar de la ligne 14.

## Histoire
Au début des années 2000, forte du succès de la ligne 14 qui est entièrement automatique, la RATP envisage d'automatiser certaines des lignes existantes du métro. D'une part cela permettrait à Paris de rester une vitrine technologique en innovations ferroviaires, et d'autre part cela permettrait d'augmenter le nombre d'axes en circulation normale lors des grèves de la RATP. Le choix de la régie se porte alors tout normalement vers la ligne 1, la plus chargée du réseau et la plus fréquentée par les touristes.
Le 7 novembre 2005, un contrat de 30,8 millions d'euros est signé avec Siemens Transportation Systems, société qui a déjà réalisé l'automatisation de la ligne 14, ouverte en octobre 1998, comprenant le système d'automatisation de l'exploitation des trains ou SAET. Ce marché porte sur les équipements de pilotage automatique intégral, fixes (en voie et locaux techniques) et embarqués à bord des 49 nouvelles rames de la ligne de type MP 05, sur le système de transmission de données (radio et réseau) et sur le poste de commande centralisé (PCC). Ces systèmes sont constitués par les technologies Trainguard MT CBTC pour les automatismes et Airlink pour les communications radio.
Début 2007, les premiers travaux de mise en place sont mis en œuvre, peu décelables du grand public hormis quelques incidences sur le trafic : remplacement du câblage, remplacement progressif des signaux pour de nouveaux plus lumineux, installation d'un nouvel aiguillage afin d'utiliser l'ancienne boucle de la porte Maillot comme atelier de maintenance des trains, etc.
Début 2009, la RATP équipe la station Bérault, choisie pour être le prototype de station utilisée dans le cadre de cette rénovation, de façades de quai. Les travaux durent un mois environ de février à mars 2009. Début mai 2009, la régie reçoit d'Alstom le premier train automatique MP 05 aux ateliers de Fontenay.
En juin 2009, la RATP lance les chantiers d'automatisation de la ligne, cette fois visibles du grand public, puisque consistant principalement dans la pose de façades de quai dans les 24 stations de la ligne non équipées. À cette occasion, la presse est invitée à bord d'une navette MP 05 le 12 juin,, tandis que la même semaine, la pose des façades de quai débute à la station Pont de Neuilly. Pour ce lancement, une campagne de communication est lancée dans les stations de la ligne, avec un nouveau slogan « M1 s'automatise ». Toutefois, les travaux d'automatisation ne sont pas exempts d'incidents, avec parfois de longues coupures de trafic à la suite d'une panne électrique ou de signalisation. Le 13 janvier 2011 par exemple, le trafic a été totalement interrompu durant 2 h 30 en pleine pointe du matin en raison de disjonctions.
La ligne 1 est devenue l'une des premières lignes au monde transformée en ligne automatique intégrale et non conçue comme telle dès le départ. Pendant la période de transition, des rames automatiques circulaient en même temps que des rames avec conducteur, situation rendue possible par le SAET. Les navettes automatiques ont été introduites progressivement sur la ligne au rythme d'un remplacement d'une rame avec conducteur par une rame sans conducteur chaque semaine. L'automatisation complète de la ligne s'est achevée le 22 décembre 2012. Les derniers réglages des fonctionnalités intégrées au système de pilotage automatique se sont achevés le dimanche 28 juillet 2013. Cette automatisation réussie de la ligne 1 doit permettre de lancer la probable automatisation intégrale d'autres lignes du réseau à moyen ou long terme.
Au terme de l'automatisation et dans le cadre des négociations sociales l'encadrant, un cinquième des effectifs des conducteurs de la ligne sera affecté au poste de contrôle de la ligne.

## Calendrier

### Historique
- 20 octobre 2005 : début du projet d'automatisation avec, dans un premier temps, l’achat à Alstom de 49 nouveaux matériels automatiques MP 05
- 7 novembre 2005 : attribution à Siemens Transportation Systems de l'appel d’offres du SAET (pilotage automatique niveau 4)
- Novembre 2008 : début d'installation des portes palières sur le quai inutilisé en direction de Château de Vincennes à la station Porte Maillot
- Mars 2009 : début d'exploitation avec portes palières à la station Bérault
- Mai 2009 : livraison des premiers trains automatiques MP 05
- Mai 2010 : mise en service du nouveau poste de commande centralisé (PCC) de la ligne[15].
- Avril 2011 : les vingt-cinq stations sont équipées de portes palières
- 3 novembre 2011 : mise en service des huit premières navettes automatiques et début de l'exploitation mixte manuelle / automatique[3]
- 10 mai 2012 : exploitation en soirée, uniquement avec des navettes automatiques[4]
- 7 juillet 2012 : exploitation pendant toute la durée du week-end, uniquement avec des navettes automatiques
- 22 décembre 2012 : exploitation pendant toute la semaine avec des navettes automatiques
- 28 juillet 2013 : achèvement des derniers réglages des fonctionnalités intégrées au système de pilotage automatique.

## Modifications effectuées dans le cadre de l'automatisation

### Matériel roulant

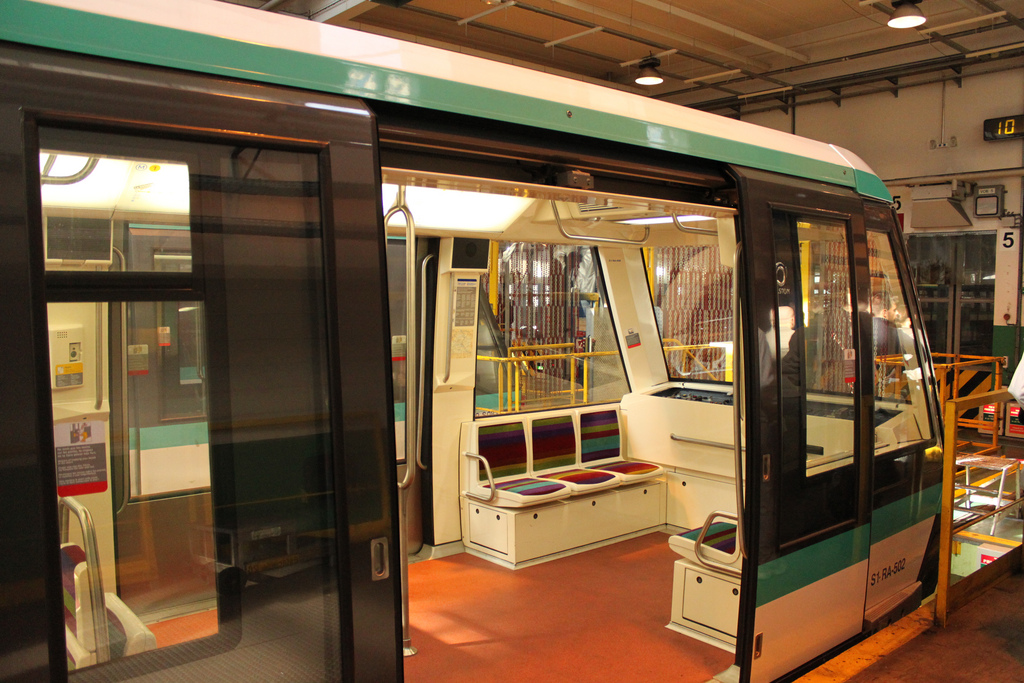
Une rame MP 05 aux ateliers de Fontenay.

La RATP a décidé dans le cadre de l'automatisation de commander de nouveaux trains automatiques auprès d'Alstom. Ces nouveaux trains dénommés MP 05 sont basés sur les trains MP 89 à l'époque en circulation sur les lignes 1 et 14 et se distinguent des trains actuellement en circulation sur la ligne 1 par l'absence de cabine de conduite. Ils sont entièrement automatiques et possèdent à l'instar des MP 89 CA un pupitre de conduite de secours.
Dans la nuit du vendredi 12 au samedi 13 juin 2009, la RATP a présenté pour la première fois à la presse une rame MP 05, telle qu'elle circulera sur la ligne 1. Les seize premières rames devaient entrer en service en mai 2011 et avoir remplacé la totalité des rames actuelles en mars 2012, mais ce programme a été retardé, avec une livraison annoncée de juin 2011 à début 2013.

### Rénovation des stations

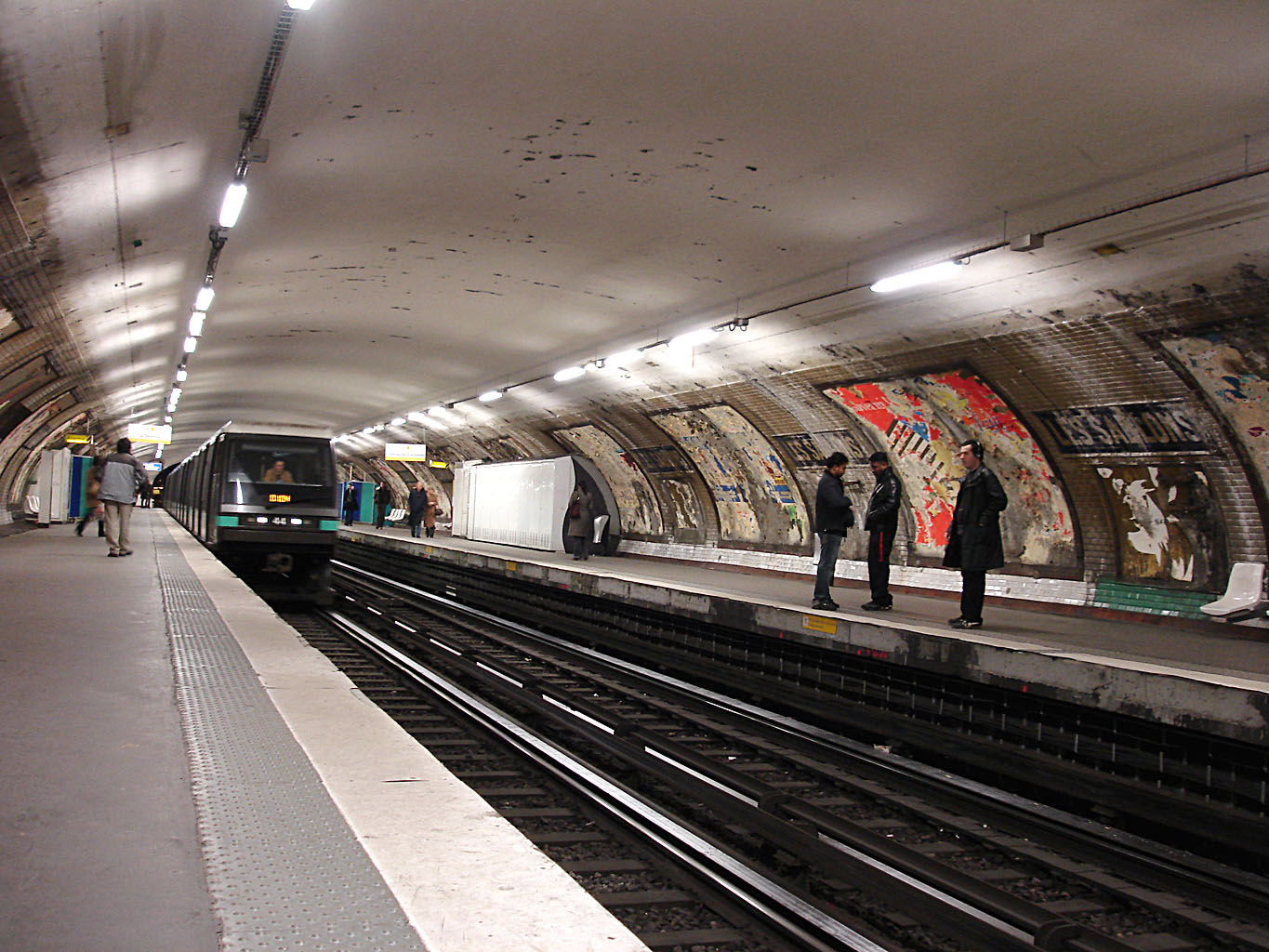
La station Les Sablons, en cours de décarrossage au printemps 2008.

Les stations de la ligne 1 font l'objet d'une rénovation accompagnant l'automatisation de la ligne. Elles subissent de profonds changements, comme l'installation de portes palières, des changements de carrelage ou une modernisation de l'éclairage. La station Bérault a été choisie par la RATP pour être le prototype de station utilisée dans cette rénovation.

#### Décarrossage
La RATP a décidé de profiter du chantier de l'automatisation de la ligne pour procéder au décarrossage de l'ensemble des stations de la ligne. La partie visible de cette opération consiste à déposer le placage métallique décoratif posé dans les années 1950, retirer le carrelage mural d'origine, corriger les éventuels défauts d'humidité puis poser un nouveau carrelage blanc biseauté, un nouvel éclairage et une nouvelle signalétique. En coulisses, les câblages électriques sont eux aussi rénovés.
Ainsi concentrés, les chantiers provoquent moins de gêne, les nuisances étant subies sur une durée plus réduite. Cette politique permet aussi de présenter des stations plus propres et rénovées pour ce qui doit devenir une future vitrine technologique du métro de Paris.
Les stations qui ont été décarrossées sont Bérault, Saint-Mandé, Porte de Vincennes, Franklin D. Roosevelt et Les Sablons.

#### Surélévation des quais

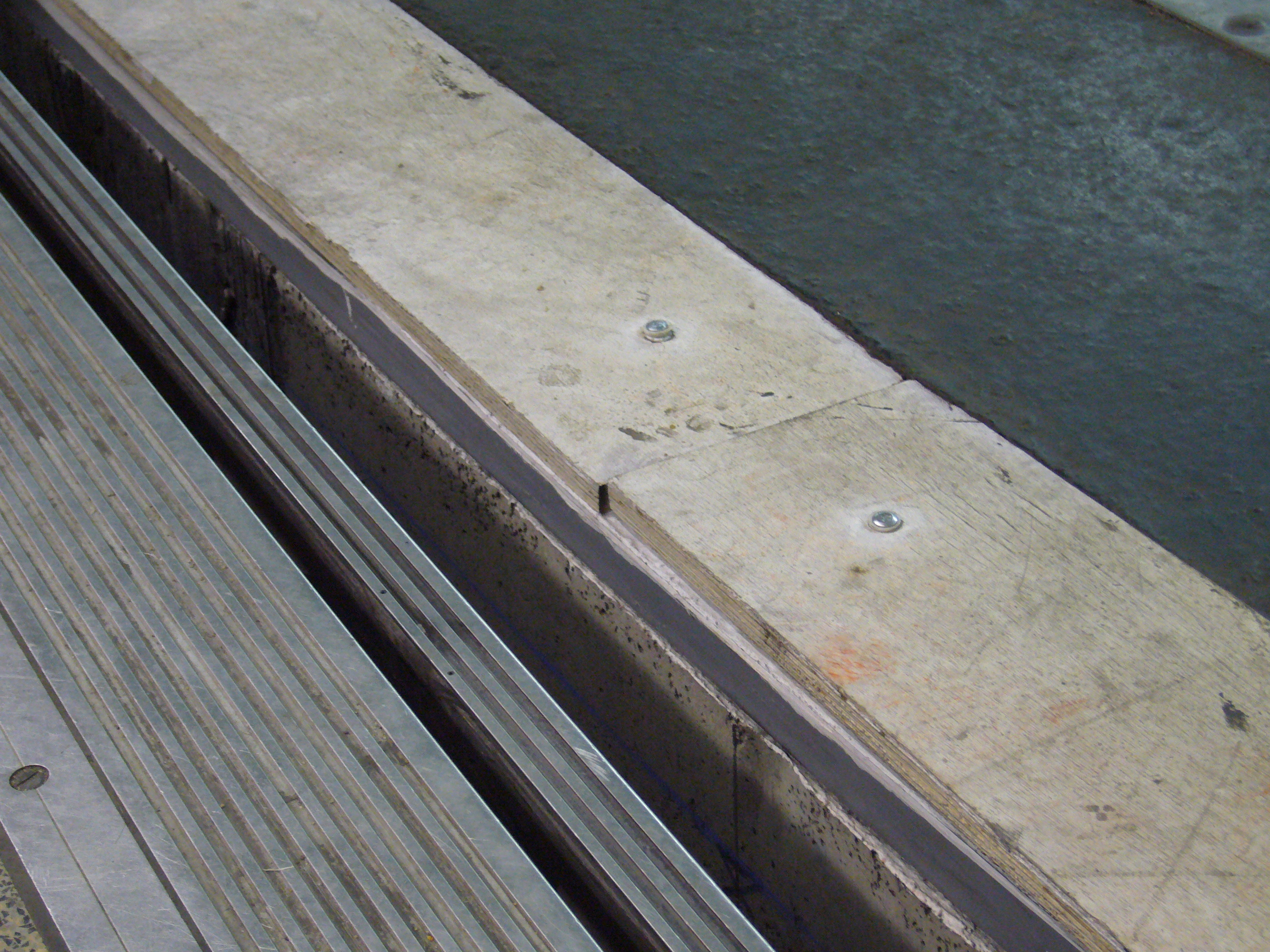
Le quai rehaussé de la station Porte de Vincennes.

Les quais de l'ensemble des stations de la ligne sont nivelés et surélevés afin qu'ils soient exactement à la même hauteur que les rames de métro.
En plus d'être un prérequis à l'installation des portes automatiques, cet aménagement facilite l'accès aux trains pour les personnes à mobilité réduite et réduit le risque de chute lors de la montée ou la descente.
Pour ce faire, les stations sont ainsi fermées, une par une, un week-end complet.

#### Installation de portes palières

##### Objectif poursuivi

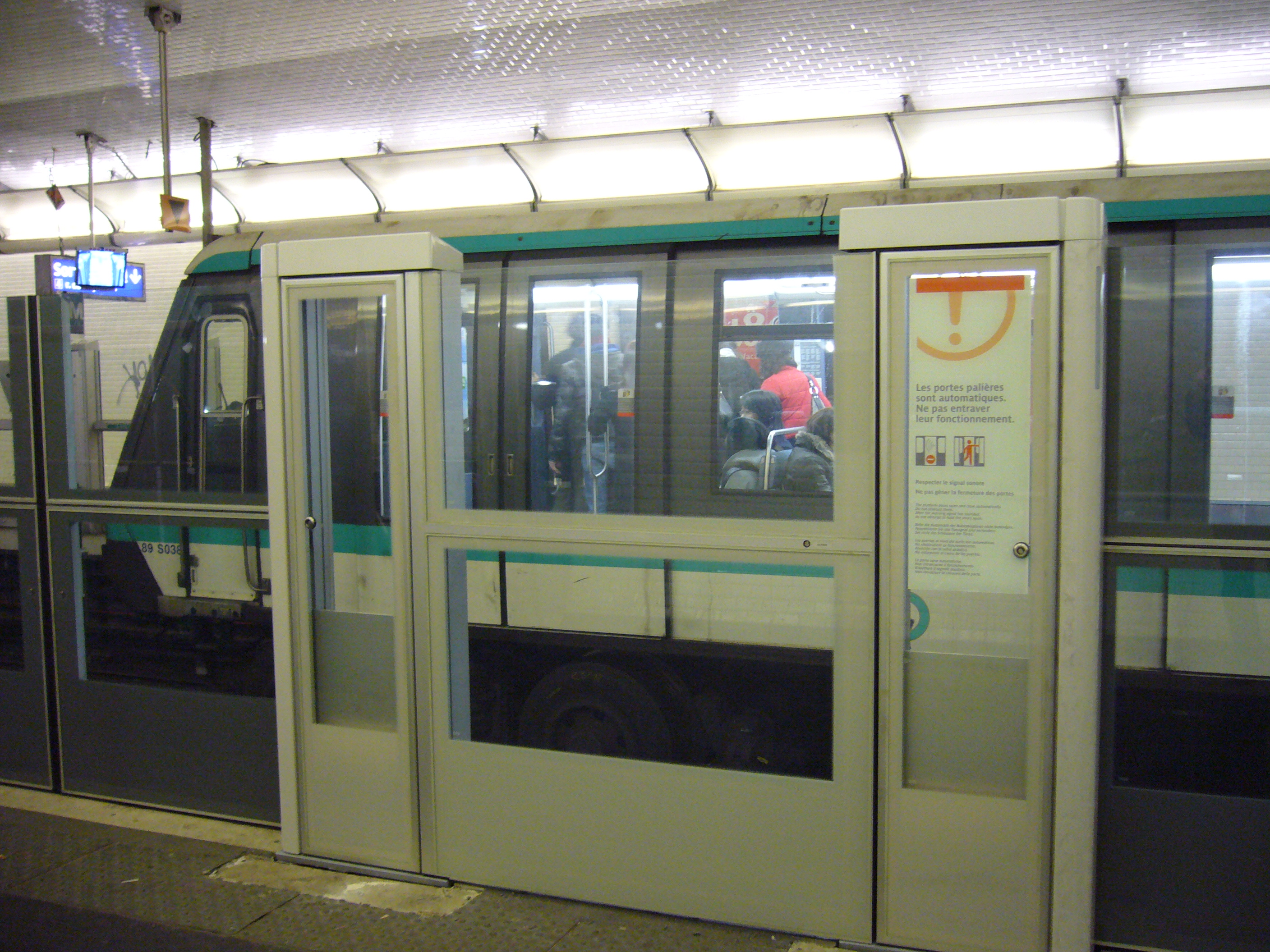
Façades de quai installées à la station Bérault.

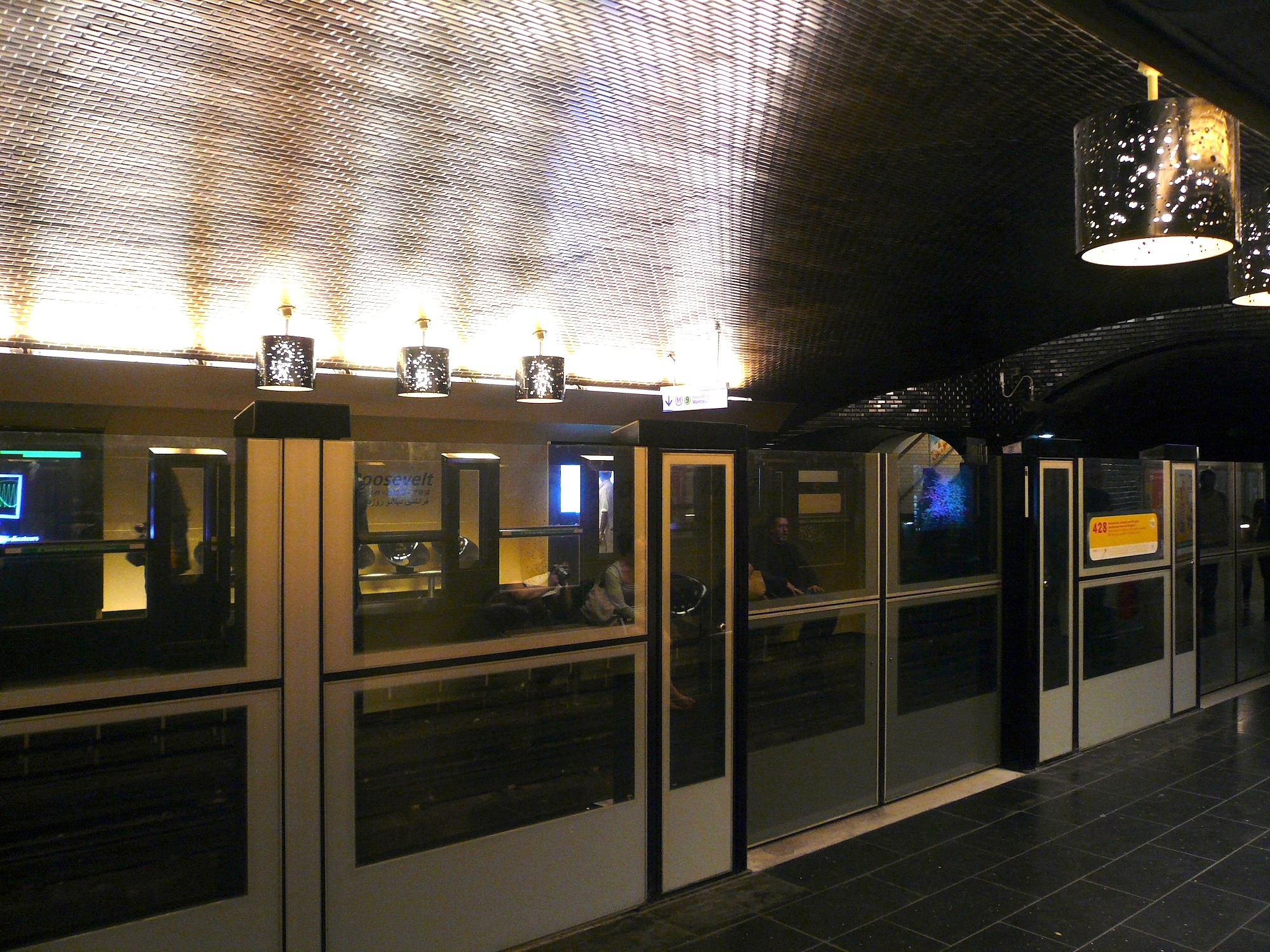
Nouvel aménagement de la station Franklin D. Roosevelt avec portes palières peintes, en partie, en noir.

L'automatisation des trains implique de trouver des moyens alternatifs à la vigilance des conducteurs pour garantir la sécurité des biens et des personnes. Afin de protéger les voies de la chute de personnes ou d'objets, la RATP a ainsi opté pour la pose de portes palières sur l'ensemble des quais, comme sur la ligne 14.
Toutefois, les quais de la ligne 1, construits pour l'essentiel en 1900, n'auraient pas supporté des portes palières intégrales identiques à celles présentes sur la ligne 14, trop lourdes pour le nez des quais, construits en maçonnerie. De même, les portes palières basses (environ 1 m), utilisées sur certaines lignes d'Asie, seraient insuffisamment dissuasives.
La RATP a donc opté pour des portes palières à mi-hauteur (environ 1,5 m), et a testé différents modèles sur la ligne 13 entre mars 2006 et décembre 2006.
Finalement, le constructeur Dormakaba (autrefois Kaba) a été retenu pour le développement, la production, l’installation et la mise en service de façades de quai à mi-hauteur, mais de 1,8 m, pour un contrat d'un montant total de 43,6 millions d'euros. Ce sont ainsi 954 portes palières qui sont posées dans le cadre de l'automatisation, soit 18 portes par quai.
Le modèle choisi pour la ligne 1 est le même que celui choisi pour la ligne 13, déjà installé à la station Châtillon - Montrouge et en cours d'installation dans d'autres stations.
Les portes palières sont posées progressivement de nuit à partir de septembre 2008 dans les vingt-cinq stations de la ligne 1. Afin de permettre la compatibilité des portes palières avec les trains existants, la RATP a confié à la société ClearSy la conception, la livraison et l'installation d'un système de sécurité pour les 52 trains MP 89 de la ligne. Les portes fonctionnent en relation avec l’arrivée et le départ des trains. Elles sont installées à raison de deux modules par nuit en semaine, en commençant par l’arrière des quais. Ces modules fonctionnent dès la reprise du service le matin suivant leur pose. Chaque quai nécessitant 18 portes, il faut donc entre trois et quatre semaines pour équiper une station complète.
Dans les stations en courbe comme à Charles de Gaulle - Étoile, une lumière bleue au sol avec un « bip » régulier est présent pour prévenir de l'écart entre le quai et la rame. De plus, sur les portes palières extérieures, un visuel jaune et noir a été apposé afin de prévenir du danger.
Les premières portes ont été installées en 2008 sur le quai presque inutilisé de la station Porte Maillot en direction de Château de Vincennes.
Début 2009, c'est la station pilote Bérault qui a vu ses deux quais équipés de ces portes.
Les stations suivantes ont ensuite été équipées dans cet ordre de mi-juin 2009 à février 2010 : Pont de Neuilly, Les Sablons, Esplanade de la Défense, La Défense et Argentine.
Fin mars 2010, la station Porte Maillot a été équipée de façades de quai. Ensuite, les stations Hôtel de Ville, Saint-Mandé et Château de Vincennes reçoivent cet équipement entre avril et juillet.
D'août à mi-décembre 2010, les stations Porte de Vincennes, Gare de Lyon, Saint-Paul, Châtelet, Louvre - Rivoli, Palais-Royal - Musée du Louvre, Tuileries, Concorde, Champs-Élysées - Clemenceau, et Franklin D. Roosevelt ont été équipées de façades de quai à leur tour, ce qui fait vingt stations équipées de ces portes palières.
De février à avril 2011, les stations George V, Reuilly - Diderot, Nation et Charles de Gaulle - Étoile ont été équipées à leur tour.
C'est à Bastille, station la plus compliquée à réaliser, du fait de ses quais en courbe, que les dernières portes palières ont été installées, en avril 2011.

##### Dates d'installation

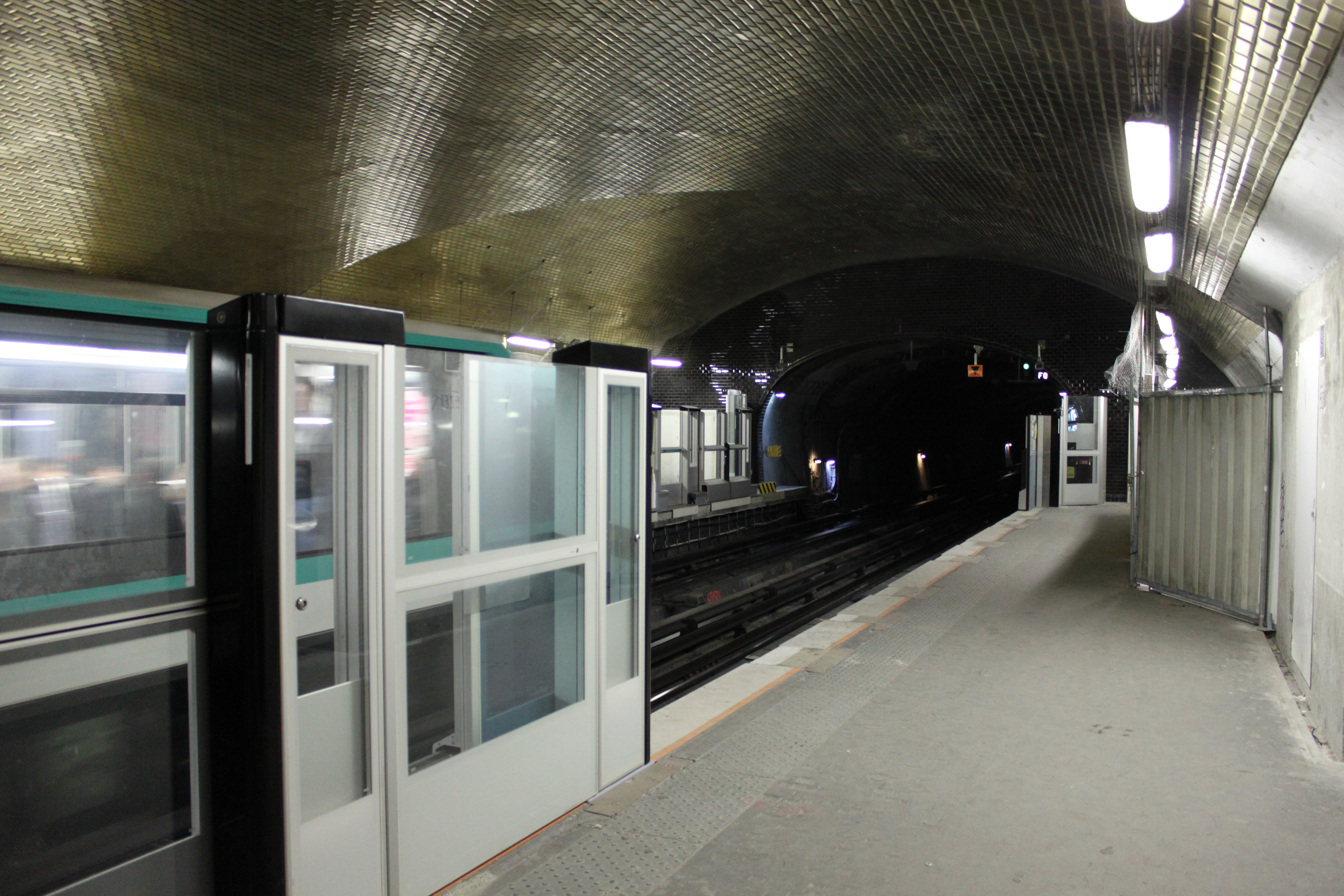
Les portes palières en cours d'installation à la station Franklin D. Roosevelt en décembre 2010.

Le tableau ci-après présente les dates d'installation des façades de quai.
| Position | Station                        | Date d'équipement | Ordre d'équipement |
| -------- | ------------------------------ | ----------------- | ------------------ |
| 1        | La Défense                     | Décembre 2009     | 5                  |
| 2        | Esplanade de la Défense        | Octobre 2009      | 4                  |
| 3        | Pont de Neuilly                | Juin 2009         | 2                  |
| 4        | Les Sablons                    | Juillet 2009      | 3                  |
| 5        | Porte Maillot                  | Mars 2010         | 7                  |
| 6        | Argentine                      | Février 2010      | 6                  |
| 7        | Charles de Gaulle - Étoile     | Avril 2011        | 24                 |
| 8        | George V                       | Février 2011      | 21                 |
| 9        | Franklin D. Roosevelt          | Décembre 2010     | 20                 |
| 10       | Champs-Élysées - Clemenceau    | Décembre 2010     | 19                 |
| 11       | Concorde                       | Octobre 2010      | 13                 |
| 12       | Tuileries                      | Novembre 2010     | 15                 |
| 13       | Palais Royal - Musée du Louvre | Octobre 2010      | 14                 |
| 14       | Louvre - Rivoli                | Août 2010         | 11                 |
| 15       | Châtelet                       | Novembre 2010     | 16                 |
| 16       | Hôtel de Ville                 | Avril 2010        | 8                  |
| 17       | Saint-Paul                     | Novembre 2010     | 17                 |
| 18       | Bastille                       | Avril 2011        | 25                 |
| 19       | Gare de Lyon                   | Novembre 2010     | 18                 |
| 20       | Reuilly - Diderot              | Mars 2011         | 22                 |
| 21       | Nation                         | Avril 2011        | 23                 |
| 22       | Porte de Vincennes             | Août 2010         | 12                 |
| 23       | Saint-Mandé                    | Mai 2010          | 9                  |
| 24       | Bérault                        | Mars 2009         | 1                  |
| 25       | Château de Vincennes           | Juillet 2010      | 10                 |

### Modernisation du PCC et installation du SAET

#### Poste de commande centralisé

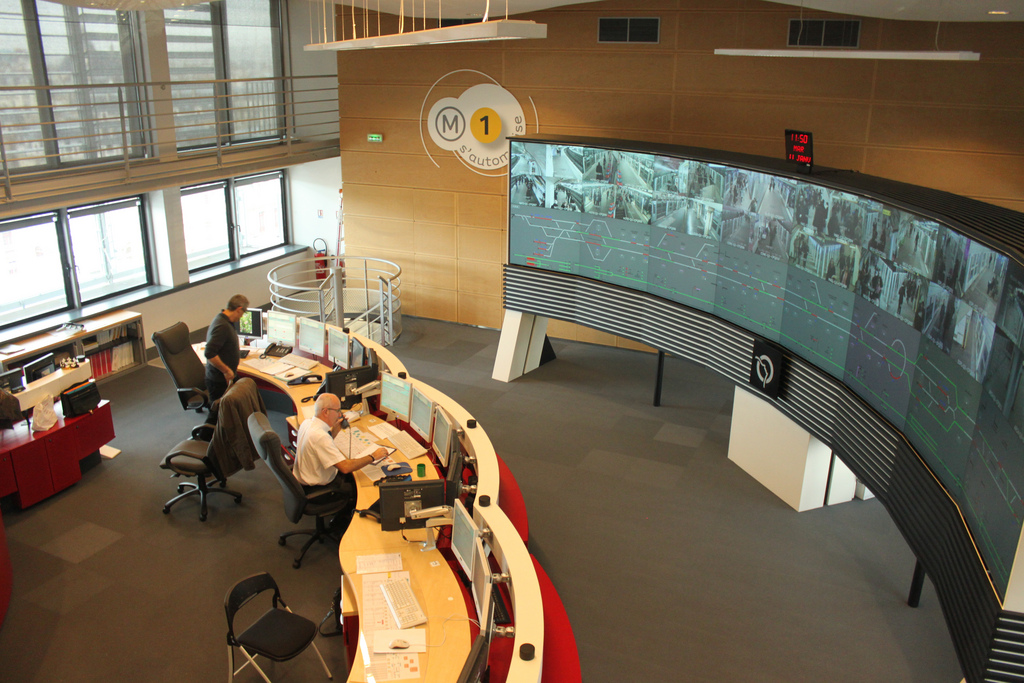
Le nouveau PCC de la ligne 1.

Dans le cadre de l'automatisation, la ligne 1 possède un nouveau poste de commande centralisé (PCC), entièrement informatisé, qui est en service depuis mai 2010. Équipé du système d'exploitation des trains SAET, il permet la supervision des trains manuels et automatiques.

#### Système d'automatisation de l'exploitation des trains
Le système SAET installé sur la ligne est semblable à celui qui existe sur la ligne 14, auquel ont été ajoutées des fonctionnalités spécifiques pour cette ligne :
- gestion d'une marche à adhérence réduite, pour gérer les parties aériennes de la ligne sur le pont de Neuilly et au niveau de la station Bastille ;
- amélioration du traitement des modes dégradés ;
- gestion de garage et dégarage des trains en tout point de la ligne.

L'une des différences notables avec la ligne 14 est le système de communication sol-train qui est assuré par ondes radio sur la ligne 1, alors que les trains de la ligne 14 communiquent avec le SAET via un tapis de transmission posé sur les voies.
Le 22 janvier 2016 à 16 h 55, la ligne 1 est frappée par un incident qui bloque la totalité des 41 trains en circulation dont 16 qui étaient dans les tunnels entre les stations. Devant l'impossibilité de relancer le fonctionnement de la ligne dont l'alimentation électrique est automatiquement coupée, l'évacuation des passagers des rames bloquées démarre à 18 h et se termine à 19 h 30. Le service aux voyageurs ne reprend que le lendemain à 8 h 30 après deux heures de marche à blanc. Alors même que le système de Siemens vient d'être retenu pour équiper la ligne 4, l'origine exacte de la panne est alors inexpliquée. Quelques jours plus tard, l'origine de la panne est révélée : « L’origine de la panne provient d’un routeur situé à la station Porte de Vincennes, qui a émis un certain nombre d’informations incohérentes. Cela a entraîné la perte de liaison du poste de commandement centralisé jusqu’aux rames. » Les routeurs défaillants doivent être expertisés. Une nouvelle panne immobilise plusieurs rames le 31 juillet 2018 contraignant plusieurs centaines de personnes à sortir seules sur les voies.

### De nouvelles infrastructures de maintenance

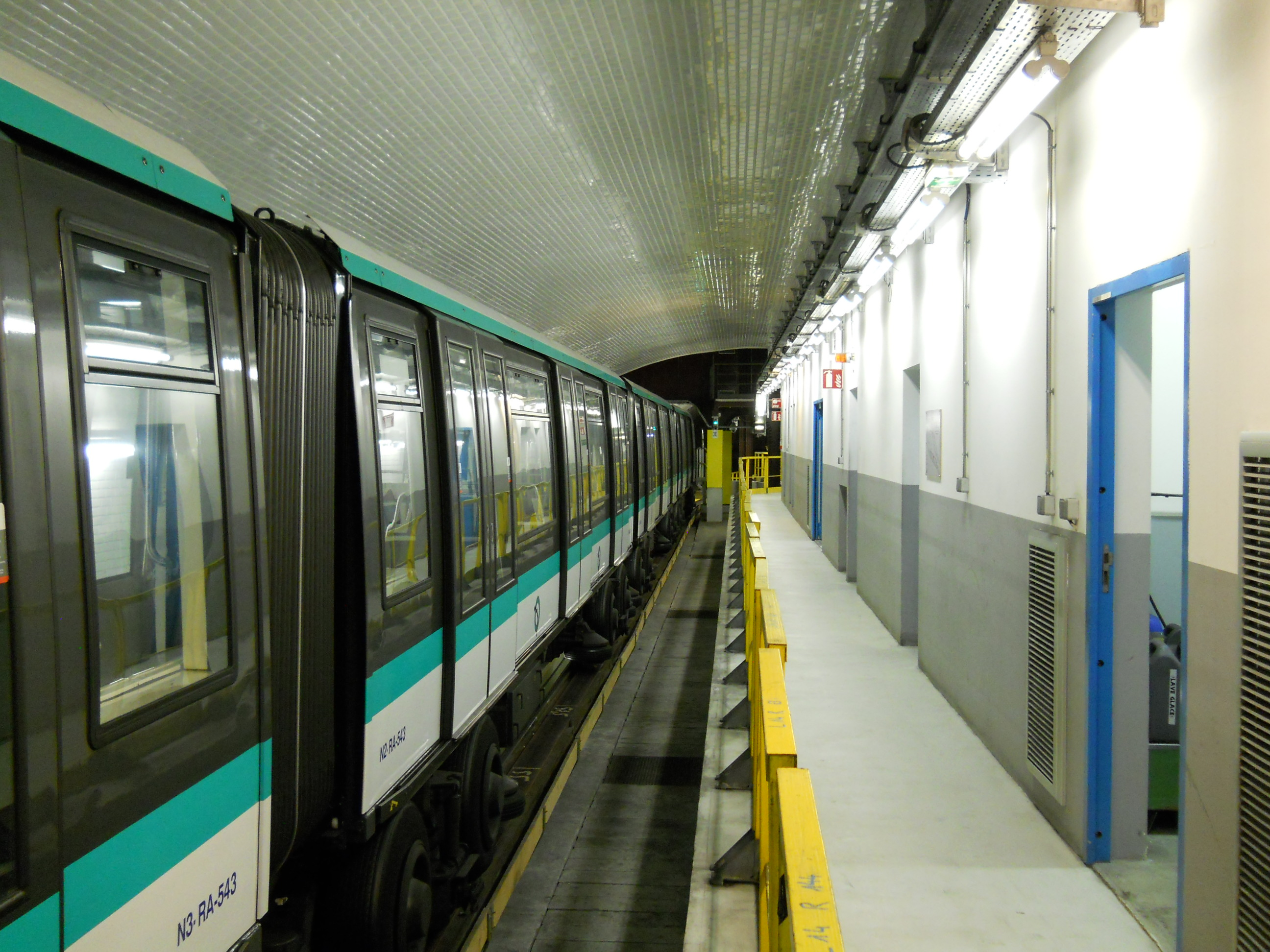
La demi-station Porte Maillot inutilisée depuis le prolongement de la ligne 1 à Pont de Neuilly en 1937, transformée en ateliers de maintenance des trains MP 05.

#### Création d'un atelier de maintenance à Porte Maillot
Lors des études sur l'automatisation de la ligne, la RATP s'est trouvée confrontée à un problème : durant la période de transition, il sera difficile de faire cohabiter dans les zones de garage les rames automatiques et les rames conduites par un agent. Il serait dangereux qu'une rame puisse démarrer automatiquement lorsqu'un conducteur est à côté des voies pour rejoindre son poste de conduite.
La décision fut prise de convertir la boucle de l'ancien terminus Porte Maillot en atelier de maintenance pour les trains MP 05. Cette installation souterraine existante était en effet désaffectée depuis 1936, date du prolongement de la ligne 1 jusqu'au pont de Neuilly.
Or ce tunnel est partiellement déferré : l'accès se faisait depuis cette date uniquement à partir de la voie 2 (direction Château de Vincennes), à reculons.
La RATP a effectué la pose d'un aiguillage dans le tunnel entre Argentine et Porte Maillot permettant l'accès à l'atelier depuis la voie 1 (direction La Défense). Vu la complexité d'un aiguillage mixte roue/rail, elle fut même obligée d'interrompre le trafic deux jours.

#### Création d'une nouvelle machine à laver à Château de Vincennes
Afin d'accueillir les nouveaux MP 05, une nouvelle machine à laver les trains a été installée au terminus de Château de Vincennes.